# 礼拝駅
礼拝駅（らいはいえき）は、新潟県柏崎市西山町礼拝にある、東日本旅客鉄道（JR東日本）越後線の駅である。
駅名の由来は近くの二田物部神社礼拝所から取られた。

## 歴史
- 1913年（大正2年）12月16日：越後鉄道の西山 - 石地間に新設開業[1][3]。
- 1927年（昭和2年）10月1日：越後鉄道が国有化[4]。国鉄越後線所属となる[5]。
- 1961年（昭和36年）10月1日：貨物の扱いを廃止[4]。
- 1982年（昭和57年）5月31日：荷物の扱いを廃止[4][6]。CTC導入に伴い[7]、駅員無配置駅となる[8]（簡易委託化）。
- 1987年（昭和62年）4月1日：国鉄分割民営化により、東日本旅客鉄道（JR東日本）の駅となる[4]。
- 1992年（平成4年）：現在の駅舎に改築[1][2]。
- 1993年（平成5年）：簡易委託を中止し、完全無人化。

## 駅構造
単式ホーム1面1線を有する地上駅である。以前は島式ホーム1面2線となっていたが、交換設備は撤去されている。
長岡駅管理の無人駅となっている。自動券売機が設置されていたが撤去され、乗車駅証明書発行機に変更された。

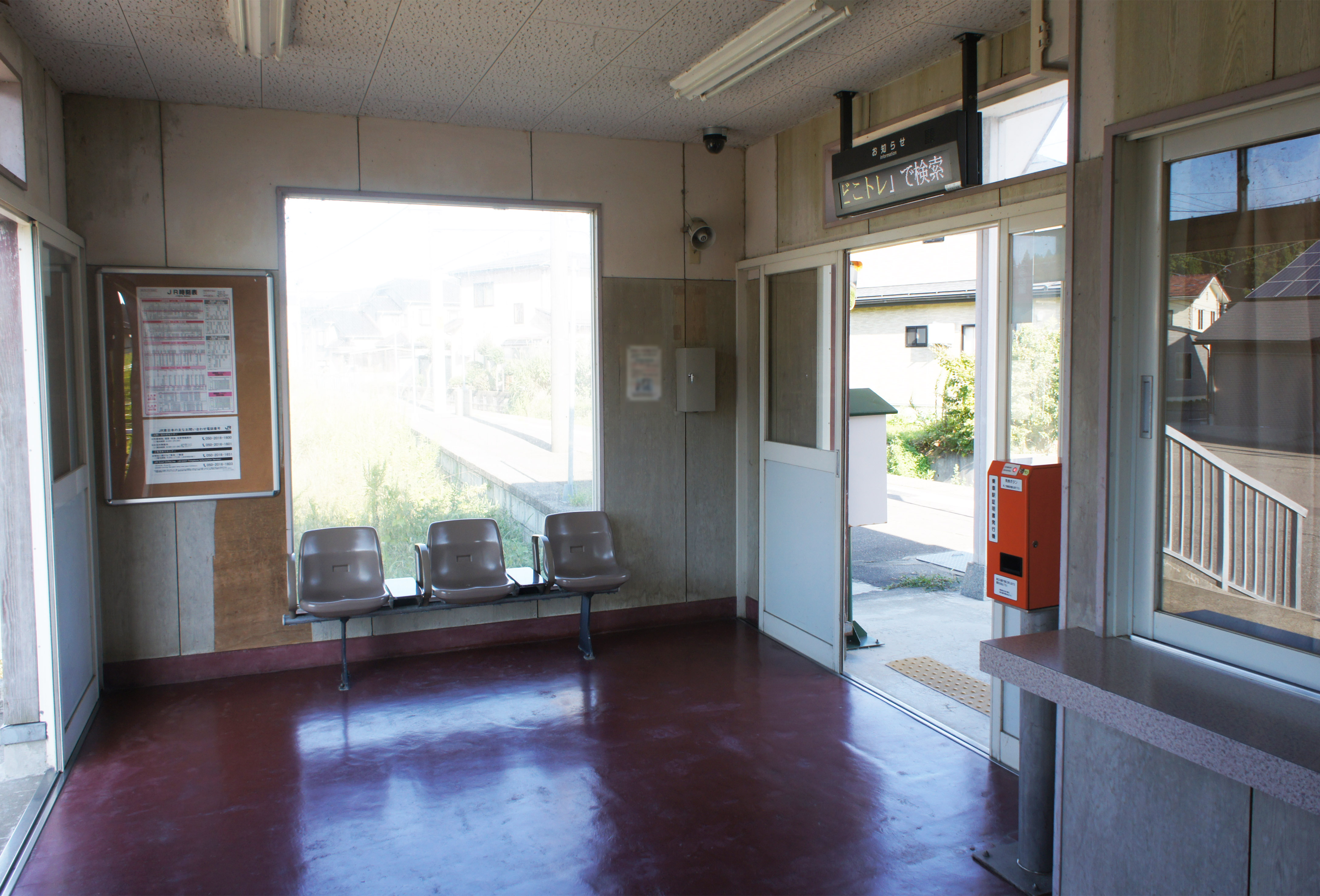
待合室（2021年9月）
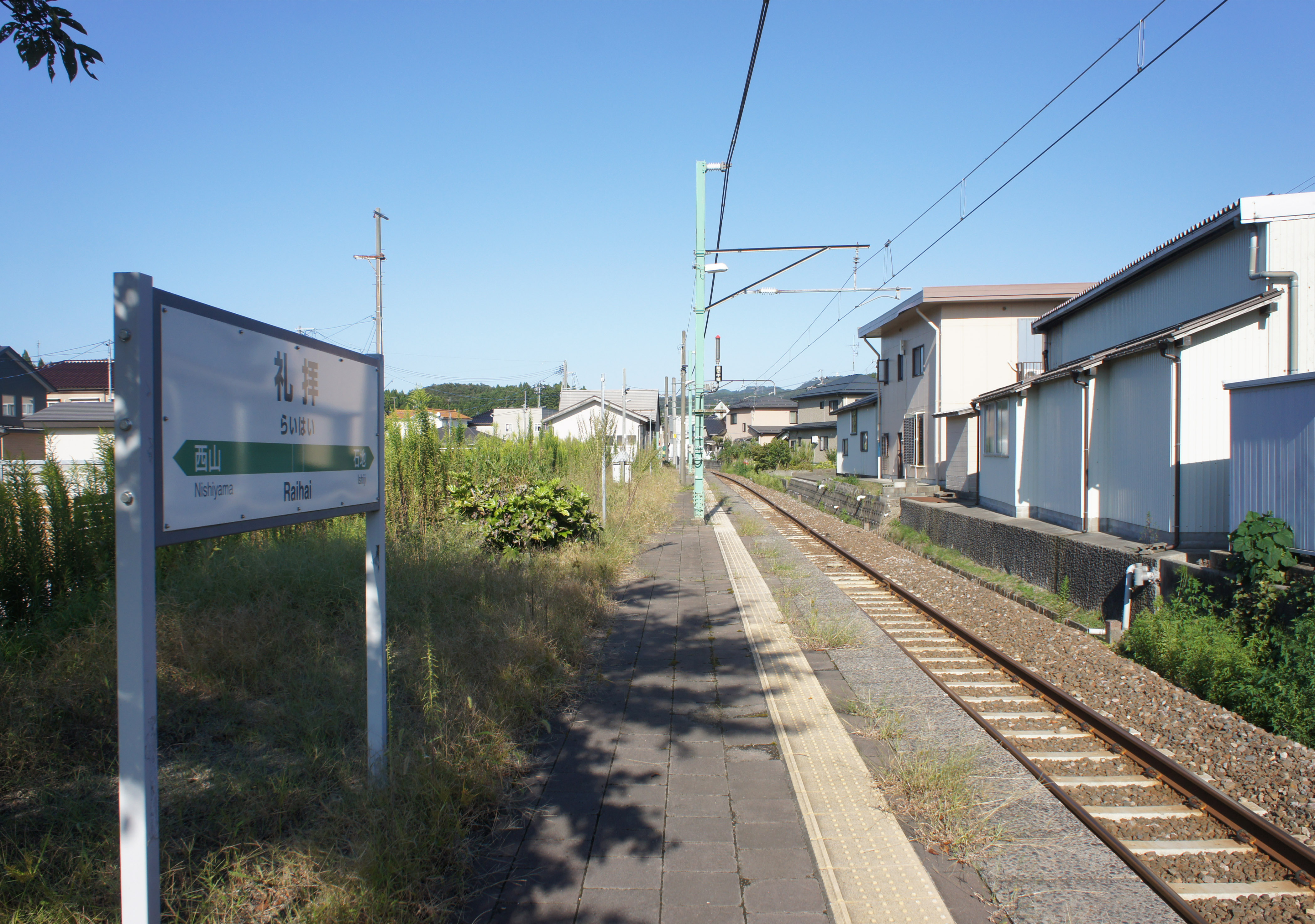
ホーム（2021年9月）

## 駅周辺
駅周辺は住宅地となっており、駅南側には町事務所や消防署がある。
- 国道116号
- 新潟県道279号椎谷礼拝停車場線
- 新潟県道574号寺泊西山線
- 新潟県道393号礼拝長岡線
- 柏崎市西山町事務所（旧・西山町役場、柏崎消防署西山分遣所が併設）
- 西山町いきいき館
- 礼拝郵便局
- JAえちご中越 西山プラザ店
- 柏崎市立西山中学校
- 道の駅西山ふるさと公苑[2]
  - 田中角栄記念館
- 越後交通「礼拝」停留所 - 長岡方面／柏崎駅前方面[9]

## 隣の駅
東日本旅客鉄道（JR東日本）
■越後線
西山駅 - 礼拝駅 - 石地駅